# Greatest Hits: Straight Up!
Greatest Hits: Straight Up! é a segunda compilação de maiores sucessos da cantora e coreógrafa americana Paula Abdul. Foi lançada em 8 de Maio de 2007, pelo selo Virgin. Como sua segunda coletânea, lançada em 2000, Paula junta todos os seus singles nº 1 na Billboard Hot 100 e, coloca também, músicas que não foram lançadas como single. A coletânea vendeu 1 milhão de cópias mundialmente.

## Faixas
1. "Forever Your Girl"
2. "Straight Up"
3. "Cold Hearted"
4. "(It's Just) The Way That You Love Me"
5. "Knocked Out"
6. "One or the Other"
7. "Opposites Attract"
8. "Rush, Rush"
9. "The Promise of a New Day"
10. "Blowing Kisses in the Wind"
11. "Vibeology"
12. "Bend Time Back 'Round"
13. "Will You Marry Me?"
14. "My Love Is for Real"
15. "Crazy Cool"
16. "If I Were Your Girl"
17. "Ain't Never Gonna Give You Up"
18. "It's All About Feeling Good"